# Lyudmila Muravyova
Lyudmila Muravyova (née le 10 novembre 1940 à Moscou) est une athlète russe, spécialiste du lancer du disque. 
Représentant l'URSS, elle remporte la médaille d'argent du lancer du disque aux championnats d'Europe 1969, devancée par sa compatriote Tamara Danilova, et la médaille de bronze aux championnats d'Europe 1971, devancée par sa compatriote Faina Melnik et l'Allemande Liesel Westermann.
Elle se classe 9e des Jeux olympiques de 1968 et 8e des Jeux olympiques de 1972.